# Yuri Muzika
Yuri Muzika (10 agosto 1980) è un ex calciatore azero, di ruolo centrocampista.

## Carriera

### Nazionale
Ha collezionato otto presenze con la propria nazionale.

## Statistiche

### Cronologia presenze e reti in nazionale
| Cronologia completa delle presenze e delle reti in nazionale ― Azerbaigian | Cronologia completa delle presenze e delle reti in nazionale ― Azerbaigian | Cronologia completa delle presenze e delle reti in nazionale ― Azerbaigian | Cronologia completa delle presenze e delle reti in nazionale ― Azerbaigian | Cronologia completa delle presenze e delle reti in nazionale ― Azerbaigian | Cronologia completa delle presenze e delle reti in nazionale ― Azerbaigian | Cronologia completa delle presenze e delle reti in nazionale ― Azerbaigian | Cronologia completa delle presenze e delle reti in nazionale ― Azerbaigian |
| Data                                                                       | Città                                                                      | In casa                                                                    | Risultato                                                                  | Ospiti                                                                     | Competizione                                                               | Reti                                                                       | Note                                                                       |
| -------------------------------------------------------------------------- | -------------------------------------------------------------------------- | -------------------------------------------------------------------------- | -------------------------------------------------------------------------- | -------------------------------------------------------------------------- | -------------------------------------------------------------------------- | -------------------------------------------------------------------------- | -------------------------------------------------------------------------- |
| 17-8-2005                                                                  | Tirana                                                                     | Albania                                                                    | 2 – 1                                                                      | Azerbaigian                                                                | Amichevole                                                                 | -                                                                          | 72’                                                                        |
| 3-9-2005                                                                   | Belfast                                                                    | Irlanda del Nord                                                           | 2 – 0                                                                      | Azerbaigian                                                                | Qual. Mondiali 2006                                                        | -                                                                          |                                                                            |
| 7-9-2005                                                                   | Baku                                                                       | Azerbaigian                                                                | 0 – 0                                                                      | Austria                                                                    | Qual. Mondiali 2006                                                        | -                                                                          | 79’                                                                        |
| 12-10-2005                                                                 | Cardiff                                                                    | Galles                                                                     | 2 – 0                                                                      | Azerbaigian                                                                | Qual. Mondiali 2006                                                        | -                                                                          |                                                                            |
| 2-9-2006                                                                   | Belgrado                                                                   | Serbia                                                                     | 1 – 0                                                                      | Azerbaigian                                                                | Qual. Euro 2008                                                            | -                                                                          | 62’                                                                        |
| 6-9-2006                                                                   | Baku                                                                       | Azerbaigian                                                                | 1 – 1                                                                      | Kazakistan                                                                 | Qual. Euro 2008                                                            | -                                                                          | 60’                                                                        |
| 7-10-2006                                                                  | Porto                                                                      | Portogallo                                                                 | 3 – 0                                                                      | Azerbaigian                                                                | Qual. Euro 2008                                                            | -                                                                          | 66’                                                                        |
| 11-10-2006                                                                 | Bruxelles                                                                  | Belgio                                                                     | 3 – 0                                                                      | Azerbaigian                                                                | Qual. Euro 2008                                                            | -                                                                          | 33’ 29’, 45’                                                               |
| Totale                                                                     |                                                                            | Presenze                                                                   | 8                                                                          |                                                                            | Reti                                                                       | 0                                                                          |                                                                            |